# نورما شو
نورما شو (بالإنجليزية: Norma Shaw) هي لاعبة بولينغ بريطانية، ولدت في 8 يونيو 1937، وتوفيت في يونيو 2009.

## روابط خارجية
- نورما شو على موقع اتحاد ألعاب الكومنولث (مؤرشف) (الإنجليزية)